# Суховий Сергій Іванович
Сергі́й Іва́нович Сухови́й (6 серпня 1978 — 12 серпня 2014) — боєць Добровольчого українського корпусу, учасник російсько-української війни.

## Життєпис
Народився 6 серпня 1978 року в смт. Комишуваха Запорізької області. Рано залишився без батька.
Спочатку навчався в Комишуваській ЗОШ I—III ст., потім — СПТУ-17 м. Запоріжжя, де здобув професію електрогазозварника.
Пройшов строкову військову службу в ЗС України, у військах Міністерства внутрішніх справ. Був відзначений нагрудним знаком «За зразкову службу» 2-го ступеня.

### Російсько-українська війна
Добровольцем пішов воювати на схід України. Вступив до лав Добровольчого українського корпусу.
Вдень 12 серпня 2014 року, автобус групи бійців ДУК потрапив до засідки бойовиків на блокпосту поблизу Донецька на об'їзній трасі неподалік селища залізничної станції Мандрикине. Врятуватися вдалося лише трьом бійцям.
Похований на батьківщині, в селищі Комишуваха, Оріхівський район, Запорізька область.
Неодружений. По смерті залишилися мати й сестра.

## Нагороди та вшанування
- Орден «За заслуги перед Запорізьким краєм» ІІІ ступеня (посмертно)
- Медаль «За розвиток Запорізького краю» (посмертно)
- Відзнака ДУК ПС «Бойовий Хрест Корпусу» (посмертно, № відзн. 067. Наказ № 148/18 від 08 грудня 2018)[1]
- У 2021 році нагороджений орденом «За мужність» III ступеня (посмертно)[2].
- його портрет розміщений на меморіалі «Стіна пам'яті полеглих за Україну» в Києві: секція 2, ряд 4, місце 38.
- вшановується 12 серпня на ранковому церемоніалі загиблих українських героїв, які загинули в різні роки внаслідок російської агресії.[3]